# Matteo Bisiani
Matteo Bisiani (Monfalcone, 2 de agosto de 1976) es un deportista italiano que compitió en tiro con arco, en la modalidad de arco recurvo.
Participó en dos Juegos Olímpicos de Verano, obteniendo dos medallas en la prueba por equipo, bronce en Atlanta 1996 (junto con Michele Frangilli y Andrea Parenti) y plata en Sídney 2000 (con Ilario Di Buò y Michele Frangilli).
Ganó tres medallas en el Campeonato Mundial de Tiro con Arco al Aire Libre entre los años 1995 y 2001, y tres medallas en el Campeonato Mundial de Tiro con Arco en Sala entre los años 1995 y 1999.
Además, obtuvo una medalla de plata en el Campeonato Europeo de Tiro con Arco al Aire Libre de 1996 y cinco medallas en el Campeonato Europeo de Tiro con Arco en Sala entre los años 1996 y 2000.

## Palmarés internacional
| Juegos Olímpicos                 | Juegos Olímpicos          | Juegos Olímpicos  | Juegos Olímpicos |
| Año                              | Lugar                     | Medalla           | Prueba           |
| -------------------------------- | ------------------------- | ----------------- | ---------------- |
| 1996                             | Atlanta (Estados Unidos)  | Medalla de bronce | Equipo           |
| 2000                             | Sídney (Australia)        | Medalla de plata  | Equipo           |
| Campeonato Mundial al Aire Libre |                           |                   |                  |
| Año                              | Lugar                     | Medalla           | Prueba           |
| 1995                             | Yakarta (Indonesia)       | Medalla de plata  | Equipo           |
| 1999                             | Riom (Francia)            | Medalla de oro    | Equipo           |
| 2001                             | Pekín (China)             | Medalla de plata  | Equipo           |
| Campeonato Mundial en Sala       |                           |                   |                  |
| Año                              | Lugar                     | Medalla           | Prueba           |
| 1995                             | Birmingham (Reino Unido)  | Medalla de bronce | Equipo           |
| 1997                             | Estambul (Turquía)        | Medalla de bronce | Equipo           |
| 1999                             | La Habana (Cuba)          | Medalla de plata  | Equipo           |
| Campeonato Europeo al Aire Libre |                           |                   |                  |
| Año                              | Lugar                     | Medalla           | Prueba           |
| 1996                             | Kranjska Gora (Eslovenia) | Medalla de plata  | Equipo           |
| Campeonato Europeo en Sala       |                           |                   |                  |
| Año                              | Lugar                     | Medalla           | Prueba           |
| 1996                             | Mol (Bélgica)             | Medalla de plata  | Individual       |
| 1996                             | Mol (Bélgica)             | Medalla de plata  | Equipo           |
| 1998                             | Oldenburgo (Alemania)     | Medalla de oro    | Equipo           |
| 1998                             | Oldenburgo (Alemania)     | Medalla de plata  | Individual       |
| 2000                             | Spała (Polonia)           | Medalla de oro    | Equipo           |